# Esmeralda

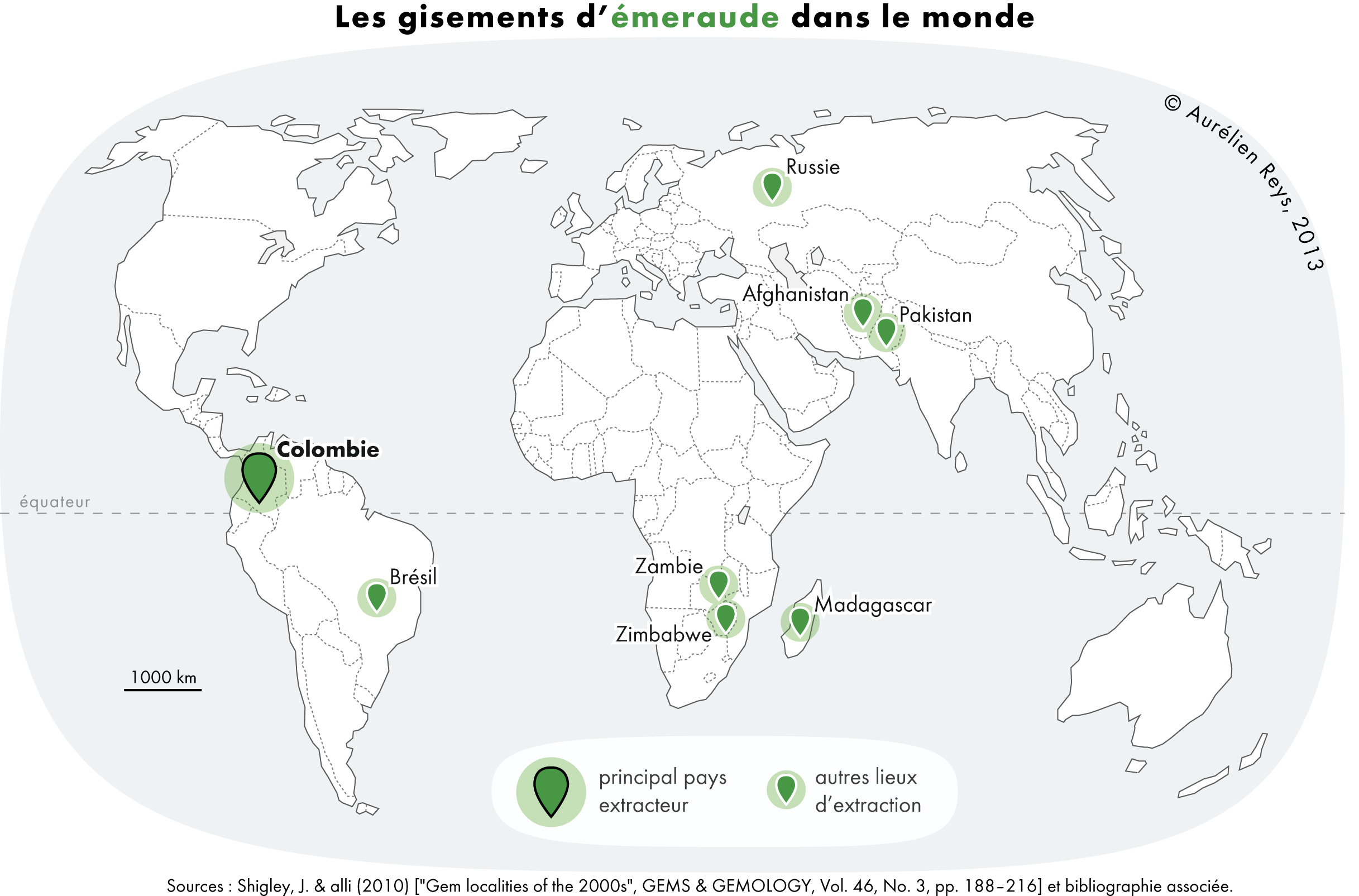
Principales países productores de esmeralda

La esmeralda es la variedad verde del berilo, un mineral ciclosilicato de berilio y aluminio de fórmula química Be3Al2(SiO3)6, que contiene además pequeñas cantidades de cromo y, en algunos casos, vanadio, que le proporcionan su característico color verde. El peso específico oscila entre 2,65 y 2,90 y posee una dureza de 7,5 a 8 en la escala de Mohs. La mayoría de las esmeraldas son altamente incluidas, por lo que su tenacidad (resistencia a la rotura) se clasifica como generalmente pobre.
Es una piedra preciosa muy valorada. Ya en la Antigüedad las piedras de color verde, como la malaquita, y la variscita fueron muy apreciadas. La esmeralda une a su color verde especialmente intenso la propiedad de ser transparente o al menos traslúcida, y su mayor brillo al ser pulida. Su nombre, posiblemente persa, significa piedra verde y su tonalidad ha dado nombre al color verde esmeralda.
Técnicamente, la esmeralda es una variedad de berilo cuyo color se debe a la presencia de cromo y/o vanadio. Su valor como gema depende críticamente de su grado de transparencia. La esmeralda casi opaca es relativamente común y se encuentra en muchos países, pero su valor es actualmente muy limitado. La esmeralda de calidad gema debe ser transparente, aunque casi nunca está libre de inclusiones e imperfecciones internas, el llamado "jardín de la esmeralda", y es mucho más rara.
La esmeralda de calidad gema se encuentra en gran cantidad en Colombia, principal productor mundial de esmeraldas de calidad gema. Mención especial merece la esmeralda trapiche, que se encuentra en algunas minas de Colombia, por su extraña forma de estrella debido al crecimiento del cristal en varias direcciones. Su nombre procede del cilindro dentado utilizado en los trapiches para extraer el azúcar de la caña.
Otros yacimientos están situados en Brasil, especialmente en el estado de Bahía. En este país se obtienen muchas esmeraldas de baja calidad, utilizadas sin tallar, asociadas a la roca encajante, como material de decoración o para coleccionismo. Pequeños yacimientos en los que aparece ocasionalmente material gema, pero de interés especialmente para los coleccionistas, se encuentran en Estados Unidos (especialmente en Carolina del Norte).
En la región de Sikait-Zabara, en Egipto, existen unas minas de esmeraldas que posiblemente fueron explotadas hace 3500 años. Con los criterios modernos, a la vista de los yacimientos conocidos actualmente, la calidad del material es muy baja, pero durante siglos fue el principal yacimiento del Viejo Mundo. Muchos años después del descubrimiento de las esmeraldas, Cleopatra llegó a poseer esas minas, pues sentía una especial fascinación por estas piedras. [cita requerida] En África se encuentran esmeraldas de calidad gema en Zambia, especialmente en el distrito de Ndola, así como en Mozambique y Zimbabue.
En Europa, las minas más importantes fueron las situadas en Rusia, en la zona de Ekaterinburgo, región de los Urales. Generalmente su transparencia no es muy grande. En algunos yacimientos aparecen asociadas al crisoberilo de la variedad conocida como alejandrita. Yacimientos del mismo tipo se encuentran en Austria, en la región de Salzburgo, y en España, en Pontevedra.
En Asia, los yacimientos más importantes están en Afganistán, en la provincia de Nuristán y en el Valle de Panjshir. Los de la India, en Tamil Nadu y en Rajastán, se conocen desde antiguo, aunque la calidad del material es mediocre. También se han encontrado esmeraldas, aunque muy raramente de calidad gema, en diversas localidades australianas.

## Etimología
La palabra "esmeralda" deriva (vía antiguo francés: esmeraude}} y del inglés medio emeraude), del latín vulgar: esmaralda/esmaraldus, una variante del latín smaragdus, que era vía en griego antiguo: σμάραγδος (smáragdos; "gema verde") de una lengua semítica. (smáragdos; "gema verde") de una lengua semítica. Según el  Diccionario Webster el término esmeralda se utilizó por primera vez en el siglo XIV.

## Propiedades que determinan el valor

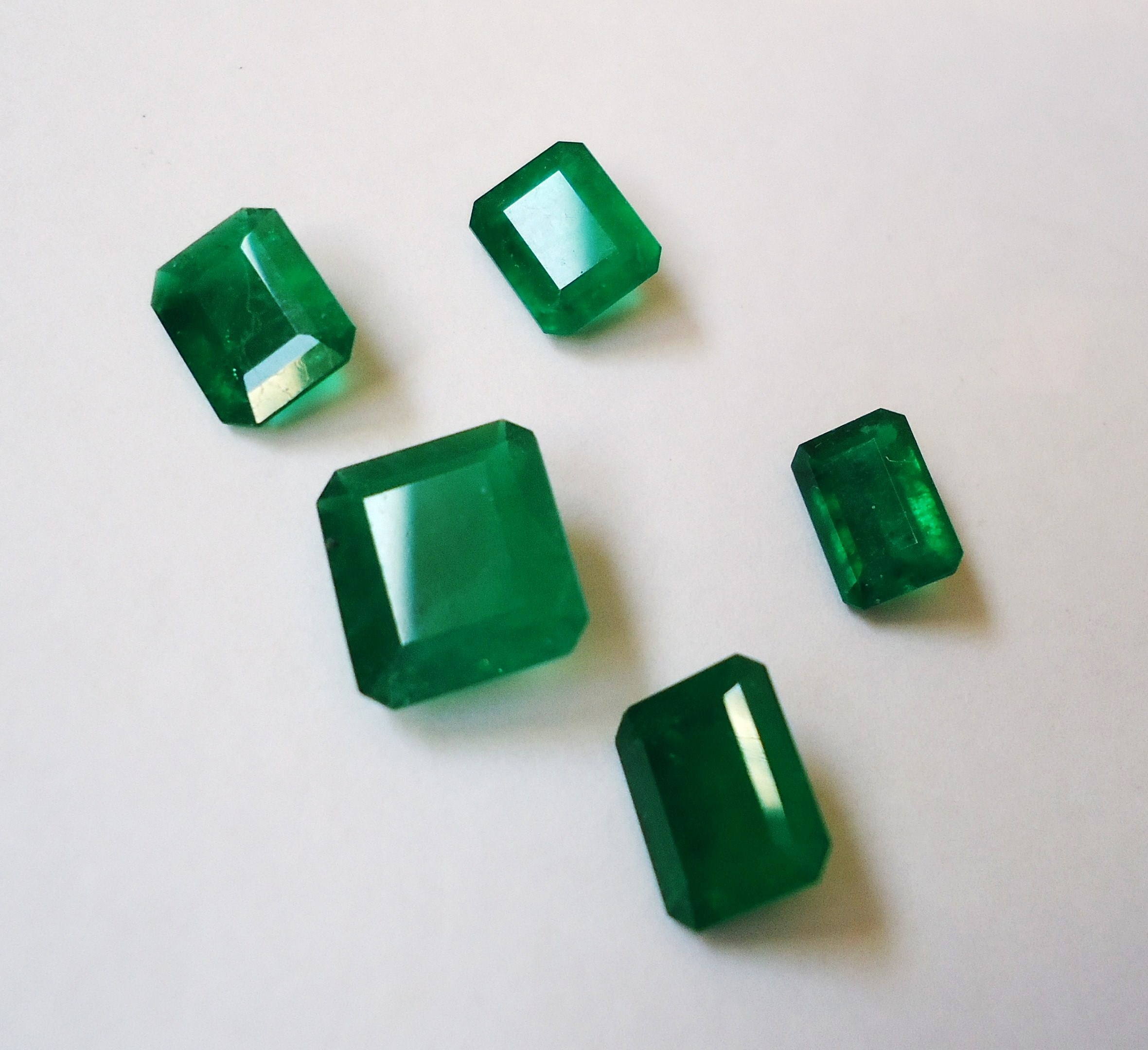
Esmeraldas talladas

Las esmeraldas, como todas las piedras preciosas de color, se clasifican utilizando cuatro parámetros básicos conocidos como "las cuatro C": color, claridad, corte (talla) y peso en quilates. Normalmente, en la clasificación de piedras preciosas de color, el color es con diferencia el criterio más importante. Sin embargo, en la clasificación de las esmeraldas, la claridad ocupa un segundo lugar. Una esmeralda de calidad no sólo debe poseer un  tono verde puro, como se describe a continuación, sino también un alto grado de transparencia para ser considerada una gema de calidad superior.
Este miembro de la familia de los berilos se encuentra entre las tradicionales "cuatro grandes" gemas junto con diamantes, rubíes y zafiros.
En la década de 1960, la industria joyera estadounidense cambió la definición de esmeralda para incluir el berilo verde con vanadio. Como resultado, las esmeraldas de vanadio compradas como esmeraldas en Estados Unidos no son reconocidas como tales en el Reino Unido y Europa. En América, la distinción entre las esmeraldas tradicionales y las nuevas con vanadio se refleja a menudo en el uso de términos como "esmeralda colombiana".

### Color
En gemología, el color se divide en tres componentes:  tono, saturación, y luminosidad. Las esmeraldas presentan tonalidades que van del amarillo verdoso al azul verdoso, siendo el tono primario necesariamente el verde. El amarillo y el azul son los tonos secundarios habituales en las esmeraldas. Sólo se consideran esmeraldas las gemas de tonalidad media a oscura; las gemas de tonalidad clara se conocen con el nombre de especie berilo verde. Las esmeraldas más finas tienen aproximadamente un 75% de tono en una escala en la que 0% de tono es incoloro y 100% es negro opaco. Además, una esmeralda fina estará saturada y tendrá un tono que es brillante (vívido). El gris es el modificador de saturación normal o máscara que se encuentra en las esmeraldas; un tono verde grisáceo es un tono verde apagado.

### Claridad

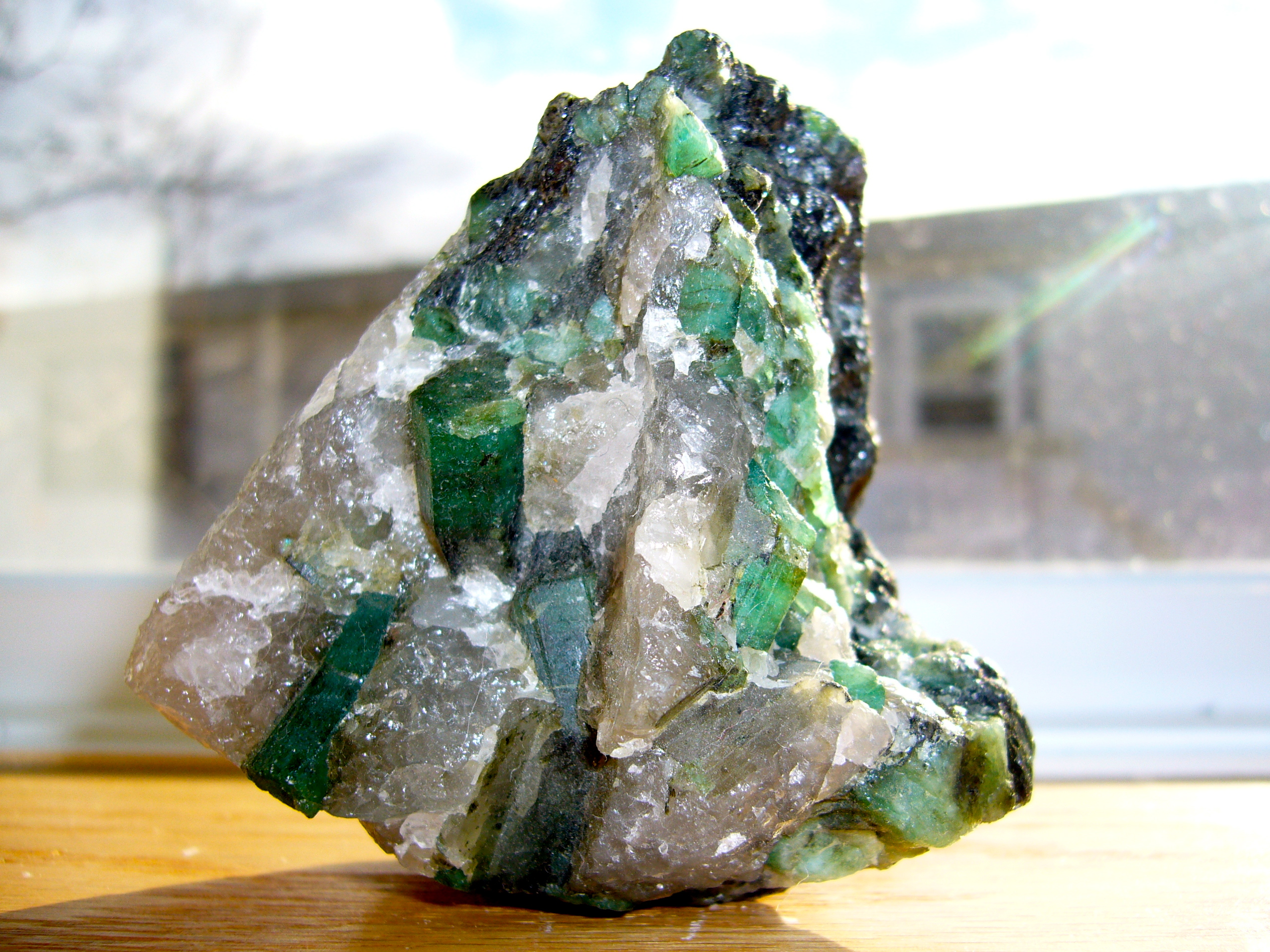
Esmeralda brasileña en los típicos cristales prismáticos hexagonales, formando parte de una pegmatita con matriz de cuarzo.

Las esmeraldas suelen presentar numerosas inclusiones y fisuras que rompen la superficie. A diferencia de los diamantes, en los que se utiliza la lupa estándar (es decir, 10× de aumento) para clasificar la claridad, las esmeraldas se clasifican a ojo. Por lo tanto, si una esmeralda no tiene inclusiones visibles a simple vista (suponiendo una agudeza visual normal) se considera impecable. Las piedras que carecen de fisuras superficiales son extremadamente raras, por lo que casi todas las esmeraldas son tratadas ("aceitadas", véase más adelante) para mejorar su claridad aparente. Las inclusiones y fisuras dentro de una esmeralda a veces se describen como jardin (jardín en francés), debido a su aspecto musgoso. Las imperfecciones son únicas para cada esmeralda y se pueden utilizar para identificar una piedra en particular. Las piedras limpias de ojos de un tono verde primario vivo (como el descrito anteriormente), con no más del 15% de cualquier tono secundario o combinación (ya sea azul o amarillo) de un tono medio-oscuro, alcanzan los precios más altos.La relativa no uniformidad motiva el corte de esmeraldas en forma de cabujón, en lugar de formas facetadas. Las esmeraldas facetadas suelen tener un corte ovalado, o el característico corte esmeralda, un corte rectangular con facetas alrededor del borde superior.

### Tratamientos
La mayoría de las esmeraldas se aceitan como parte del proceso post-lapidario, con el fin de rellenar las grietas superficiales para mejorar su claridad y estabilidad. El aceite de cedro, que tiene un índice de refracción similar, se utiliza a menudo en esta práctica ampliamente adoptada. También se utilizan otros líquidos, incluidos aceites sintéticos y polímeros con índices de refracción cercanos al de las esmeraldas, como el Opticon. Las esmeraldas menos caras suelen tratarse con resinas epoxi, que son eficaces para rellenar piedras con muchas fracturas.Estos tratamientos se aplican normalmente en una cámara de vacío bajo calor suave, para abrir los poros de la piedra y permitir que el agente de relleno de fracturas se absorba con mayor eficacia. La Comisión Federal de Comercio de Estados Unidos exige la divulgación de este tratamiento cuando se vende una esmeralda tratada con aceite.
El uso de aceite es tradicional y está ampliamente aceptado por el comercio de gemas, aunque las esmeraldas tratadas con aceite valen mucho menos que las esmeraldas no tratadas de calidad similar. Además, las esmeraldas no tratadas deben ir acompañadas de un certificado de un laboratorio gemológico autorizado e independiente. Otros tratamientos, por ejemplo el uso de aceite teñido de verde, no son aceptables en el comercio. Las gemas se clasifican en una escala de cuatro niveles: ninguna, menor, moderada y muy mejorada. Estas categorías reflejan los niveles de realce, no la "claridad". Una gema clasificada como ninguna en la escala de realce puede presentar inclusiones visibles. Los laboratorios aplican estos criterios de forma diferente. Algunos gemólogos consideran que la mera presencia de aceite o polímeros constituye realce. Otros pueden ignorar las trazas de aceite si la presencia del material no mejora el aspecto de la gema.

## Minas de esmeralda

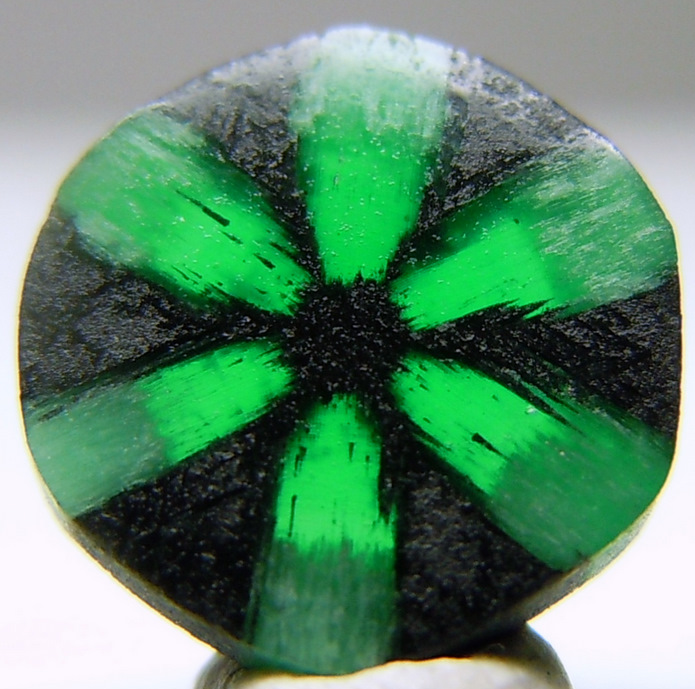
Una esmeralda de trapiche colombiana

Las esmeraldas en la Antigüedad se extraían en el Antiguo Egipto en lugares del monte Smaragdus desde el año 1500 a. C., y en la India y Austria desde al menos el siglo XIV d. C. Las minas egipcias fueron explotadas a escala industrial por los imperios romano y bizantino, y más tarde por los conquistadores islámicos. La minería en Egipto cesó con el descubrimiento de los yacimientos colombianos. Hoy en día, sólo quedan ruinas en Egipto.
Colombia es, con diferencia, el mayor productor mundial de esmeraldas, con un 50-95% de la producción mundial, cifra que depende del año, la procedencia y la ley. La producción de esmeraldas en Colombia ha aumentado drásticamente en la última década, incrementándose en un 78% entre 2000 y 2010. Las tres principales zonas de extracción de esmeraldas en Colombia son Muzo, Coscuez y Chivor.En Colombia se encuentran raras esmeraldas "trapiche", que se distinguen por radios en forma de rayo de impurezas oscuras.
En 2006, las esmeraldas fueron nominadas como símbolo cultural de Colombia en el concurso organizado por la revista Semana con el apoyo de Caracol TV, el Ministerio de Cultura y Colombia es pasión.
Zambia es el segundo mayor productor del mundo, con sus depósitos del área del río río Kafubu (minas Kagem) a unos 45 km al suroeste de Kitwe responsables del 20% de la producción mundial de piedras de calidad gema en 2004. En el primer semestre de 2011, las minas de Kagem produjeron 3. 74 toneladas de esmeraldas.
Las esmeraldas se encuentran por todo el mundo en países como Afganistán, Australia, Austria, Brasil, Bulgaria, Camboya, Canadá, China, Egipto, Etiopía, Francia, Alemania, India, Kazajistán, Madagascar, Mozambique, Namibia, Nigeria, Noruega, Pakistán, Rusia, Somalia, Sudáfrica, España, Suiza, Tanzania, Estados Unidos, Zambia y Zimbabue. En los EE. UU., se han encontrado esmeraldas en Connecticut, Montana, Nevada, Carolina del Norte y Carolina del Sur. En 1998, se descubrieron esmeraldas en el Territorio del Yukón de Canadá.

### Determinaciones del origen
Desde el inicio de las preocupaciones sobre el origen de los diamantes, se han llevado a cabo investigaciones para determinar si se podía determinar el lugar de extracción de una esmeralda ya en circulación. La investigación tradicional utilizaba directrices cualitativas como el color de la esmeralda, el estilo y la calidad del corte, el tipo de relleno de la fractura y los orígenes antropológicos de los artefactos que llevaban el mineral para determinar la ubicación de la mina de la esmeralda. Estudios más recientes realizados con métodos de espectroscopia de dispersión de energía de rayos X han descubierto trazas de diferencias de elementos químicos entre las esmeraldas, incluso entre las extraídas muy cerca unas de otras. El gemólogo estadounidense David Cronin y sus colegas han examinado exhaustivamente las firmas químicas de las esmeraldas resultantes de la dinámica de fluidos y de sutiles mecanismos de precipitación, y sus investigaciones han demostrado la homogeneidad química de las esmeraldas procedentes de un mismo emplazamiento minero y las diferencias estadísticas que existen entre las esmeraldas de distintos emplazamientos mineros, incluidas las que se encuentran entre las tres localidades: Muzo, Coscuez y Chivor, en Colombia, América del Sur.

## Simbolismo

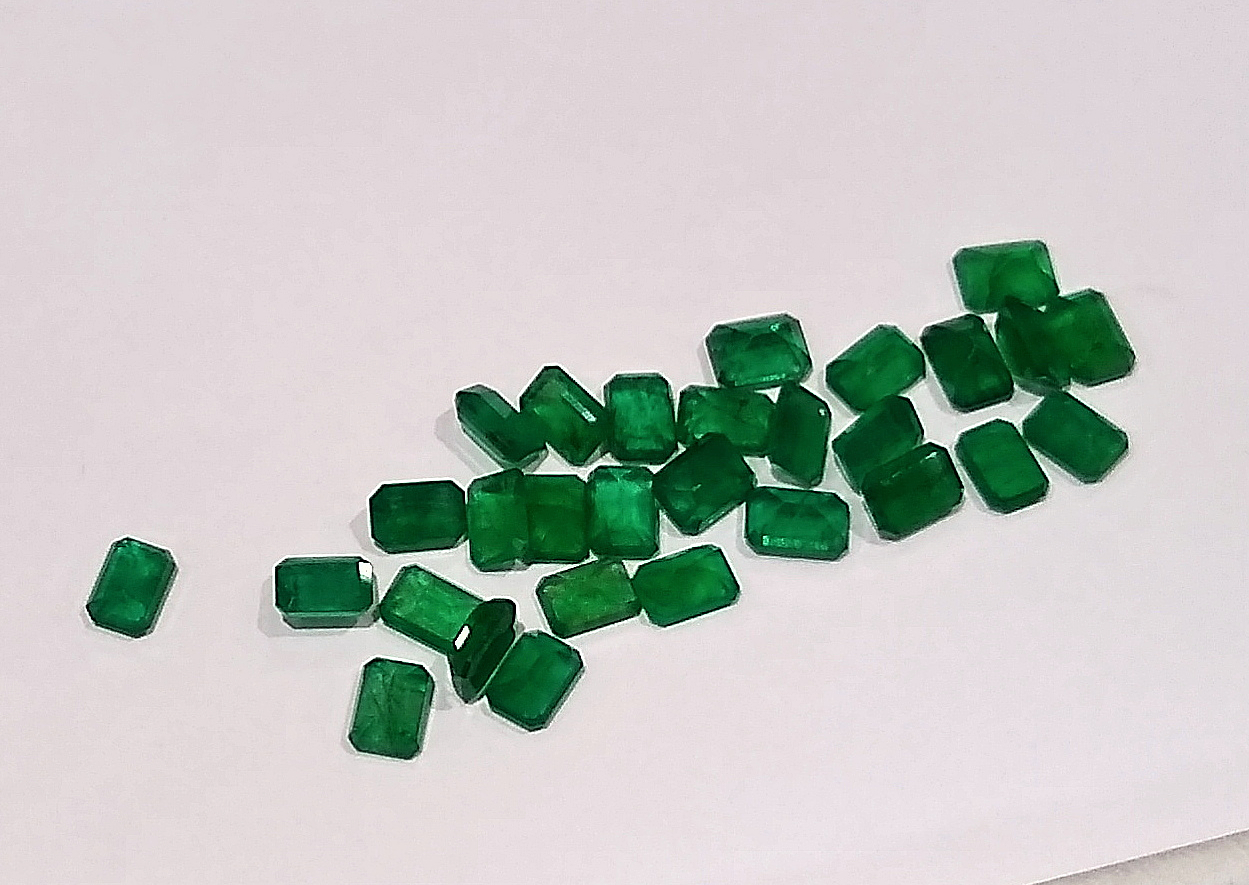
Esmeraldas brasileñas.

En la Edad Media, fue símbolo de Juan el Apóstol. Para los alquimistas, es la piedra de Venus.
La superstición, desde tiempos muy remotos, ha atribuido a esta piedra virtudes milagrosas, tales entre otras como las de impedir los síntomas de la epilepsia y de romperse cuando el mal había llegado a tal estado de violencia que no podía ella vencerle; de acelerar el parto cuando la ataban al muslo de la mujer que se hallaba en el trance de dar a luz. Finalmente, el polvo de la esmeralda curaba la disentería y las mordeduras de los animales venenosos.
Los pueblos del valle de Manta, en Ecuador, adoraban una esmeralda del tamaño de un huevo de avestruz; la enseñaban en los días de las fiestas mayores, y los indios corrían de todas partes para ver a su diosa y ofrecerle otras esmeraldas. Los sacerdotes y caciques hacían entender a los creyentes que la esmeralda madre estaba muy contenta, porque le presentaban a sus hijas, logrando con esta estratagema reunir una gran cantidad de piedras preciosas. Cuando los expedicionarios españoles conquistaron la región, según se dice, encontraron todas las hijas de la diosa pero los indios supieron ocultar tan bien a la madre que aún no ha podido averiguarse su paradero.

## Esmeraldas famosas
- Esmeralda Gachalá: Una esmeralda de 171,6 g (858 quilates). Fue encontrada en 1967 en la mina Vega de San Juan en el municipio de Gachalá del departamento de Cundinamarca, Colombia.
- Esmeralda Fura: Es de 2,2 kg (11 000 quilates), es la segunda esmeralda tallada más grande del mundo, era propiedad de Víctor Carranza.[35]
- Esmeralda Teodora: Es de 11,4 kg (57 500 quilates), es la esmeralda tallada más grande del mundo, propiedad de Regan Reaney, un comerciante de gemas raras de Canadá.
- Esmeralda Tena: De 400 g (2000 quilates), tiene intensidad oscura, verde mariposa, que la hace más valiosa, mucho más valiosa que la esmeralda que perteneció a la emperatriz rusa Catalina la Grande, y que se remató en Christie's de Nueva York por dos millones de dólares, esta también propiedad de Carranza.[35]
- Esmeralda Catalina la Grande: Una esmeralda de un peso aproximado 4693 quilates y 2200 g. Fue encontrada en 2010 en la mina Muzo en el municipio de Muzo del departamento de Boyacá, Colombia.